# 徐州市第一人民医院
徐州市第一人民医院（徐州市红十字医院），是中国江苏省的一所医院，为三级医院，位于徐州市中山北路19号。

## 规模
徐州市第一人民医院总床位615张，日门诊量1370人次。